# Protolophus rossi
Protolophus rossi is een hooiwagen uit de familie Sclerosomatidae.